# Francisco Palacios

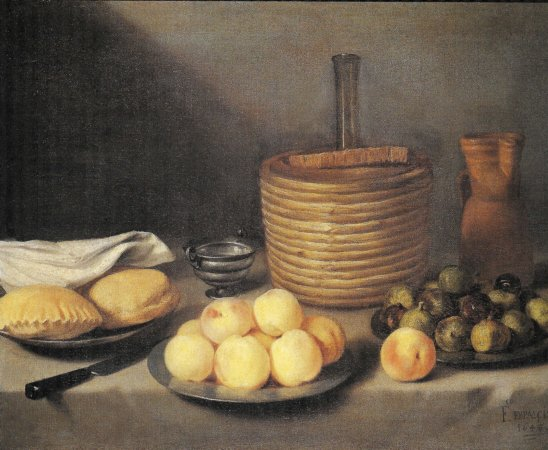
Bodegón con frutas, firmado «Fco. DE PALACIOS F./1648». Óleo sobre lienzo, 59 X 78 cm, Rohrau, colección Harrach.

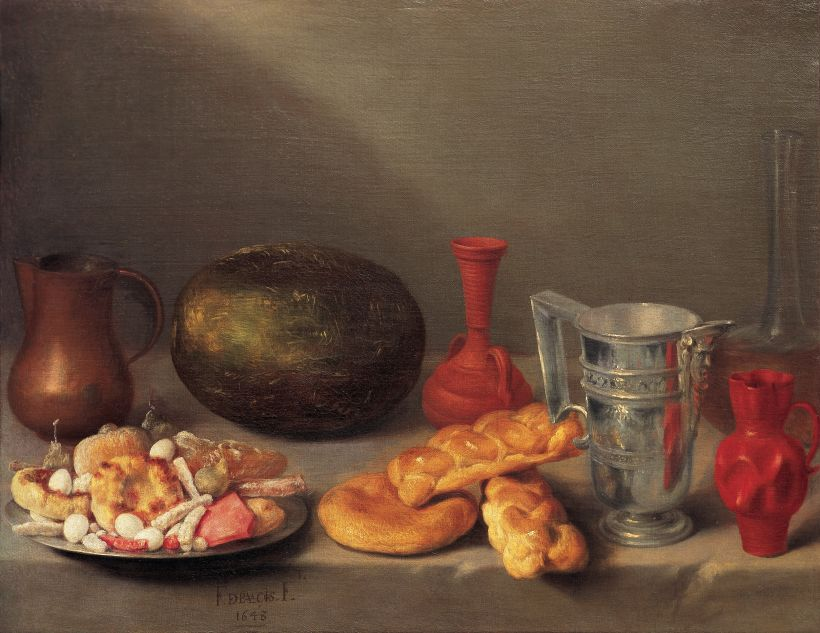
Bodegón con pasteles, firmado F. DE PALACIOS Ft 1648 H. F.. Óleo sobre lienzo, 60 x 80 cm, Rohrau, colección Harrach.

Francisco Palacios de Arce (Madrid, h. 1622/1625-Madrid, 27 de enero de 1652), pintor barroco español, fue según Antonio Palomino discípulo de Velázquez y «de los que más imitaron su manera».

## Biografía
De Palacios únicamente se conocían dos pequeños bodegones fechados en 1648, de factura suelta, adquiridos en Madrid a finales del siglo XVII por el conde Fernando Buenaventura de Harrach, conservados en la Colección Harrach de Rohrau (Austria) y publicados por August L. Mayer en 1922, además de dos pinturas con San Onofre y San Francisco de Asís guardadas en el convento de las Calatravas de Moralzarzal (Madrid), procedentes de las Recogidas de la calle de Hortaleza, donde llegó a verlas Antonio Ponz. Pero habiendo reconocido la firma de Palacios en la primera, Ponz pensó que el San Francisco sería del Greco. El mayor convencionalismo de estos últimos lienzos, frente a la modernidad de los bodegones, hizo que se considerase a Palacios pintor de naturalezas muertas, a pesar de que Palomino destacaba la calidad de sus retratos.
Estos escasos datos pueden completarse gracias a la documentación aportada por José Luis Barrio Moya, que permite, ante todo, delimitar el espacio cronológico de su breve existencia, fallecido a una edad más temprana de lo que indicaba Antonio Palomino, cuando apenas habría cumplido los treinta años. Hijo de Simón de Palacios y María de Arce, nacidos en Espinosa de los Monteros y vecinos de Madrid, en enero de 1646 contrajo matrimonio con Josefa Bergés, hija del pintor y mercader de pintura Francisco Bergés, declarando en las capitulaciones que ambos eran «menores de veinticinco años pero mayores de veinte». Del matrimonio nacieron dos hijos, Francisco y Catalina. En abril de 1648 hizo algunas compras en la almoneda de los bienes de Antonio de Puga: dieciocho dibujos pequeños, veintiuna estampas, varios papeles «de las edades», un santo Cristo en cera, trece comedias y una espada. Y en diciembre de 1651, hallándose gravemente enfermo, dictó testamento, ordenando seiscientas misas con otras mandas, entre ellas una para la canonización de Santa María de la Cabeza, lo que indica un nivel de vida acomodado. Falleció en Madrid el 27 de enero de 1652, teniendo fijada su residencia en la calle de Alcalá.
Tanto en el testamento como en la almoneda de los bienes de su suegro, fallecido en 1672, se encuentran interesantes noticias sobre la variada obra pictórica de Palacios, que abarcaba todos los géneros. Junto a unas pinturas no especificadas para un Nicolás Jacobs, se citan en el testamento un retrato de Doña Teresa, mujer de José Ferriol, oficial de la secretaría de Indias, y unos paisajes en número indeterminado que hizo para Juan Pastrana, de los que aún se le debían ciertas cantidades. Además, para Jerónimo González de Bricianos, cajero de Manuel López de Salcedo, hizo un cuadro grande de la Virgen con San José y el Niño Jesús y una gloria con el Padre Eterno; y para Luis de Carrión, arpista de la Real Capilla del Monasterio de las Descalzas Reales, hizo otro cuadro grande «de un geroglífico que significa el Desengaño del mundo», que tenía acabado en su casa sin haberlo cobrado. Es curioso el convenio para la ejecución de este cuadro, por el que cobraría parte en moneda (500 reales) y parte en especie: un bufete de caoba, una losa de moler colores, una caja de concha de tortuga para reliquias y algunas láminas. Además de ellos, en la almoneda de los bienes dejados por Francisco Bergés se citan de mano de Palacios tres «fruteros manchados por el natural», otro bodegón de «una mesa con unos melocotones y unas aceitunas y un barro», un paisaje y una Coronación de espinas que se dice copia de Francisco Palacios.
Del inventario y tasación de sus bienes se hicieron cargo Angelo Nardi y Juan Bautista Martínez del Mazo, yerno de Velázquez, que contabilizaron ciento diez pinturas, seis libros de estampas, tres de dibujos y cerca de medio centenar de estampas sueltas, además de tres piedras de moler; Sebastián de Benavente tasó los muebles y madera; Francisco de Nápoles Mudarra la platería y Pedro Jorge van der Voort el oro. Las ventas en la almoneda, en la que no entró la platería, produjeron unos ingresos de 12069 reales, que con otros 14983, importe de los bienes que no encontraron comprador, recibió Francisco Bergés como tutor de los hijos de Palacios. En la almoneda, en la que se ofrecieron ciento treinta y dos pinturas, treinta y cuatro eran de asunto religioso, sesenta retratos, catorce naturalezas muertas, veintidós paisajes y dos de asunto no indicado. Del propio Palacios eran solo un San Antonio y dos retratos de reyes de medio cuerpo. La nómina de autores representados era extensa: tres pinturas de Velázquez (retratos de Felipe IV, de Isabel de Borbón y de estudiante), otras tantas del Greco (dos retratos pequeños, de una mujer y de un clérigo, y un retrato de Alonso de Villegas con una de las valoraciones más altas, vendido en 1000 reales), otros retratos de Alonso Sánchez Coello, un paisaje de Luis de Vargas, dos de Francisco Collantes, un bodegón de Francisco de Herrera, una batalla de Esteban March, bocetos asuntos religiosos de Jusepe Leonardo, entre los españoles, y entre los extranjeros, Frans Floris, de quien contaba con cuatro pinturas pequeñas, una cabeza en tabla de Anton van Dyck, un bodegón de Willem Claesz. Heda y otro de Andries Benedetti, Santa Catalina y Santa Úrsula, cuadros atribuidos a Massimo Stanzione, y seis paisajes llegados de Italia.

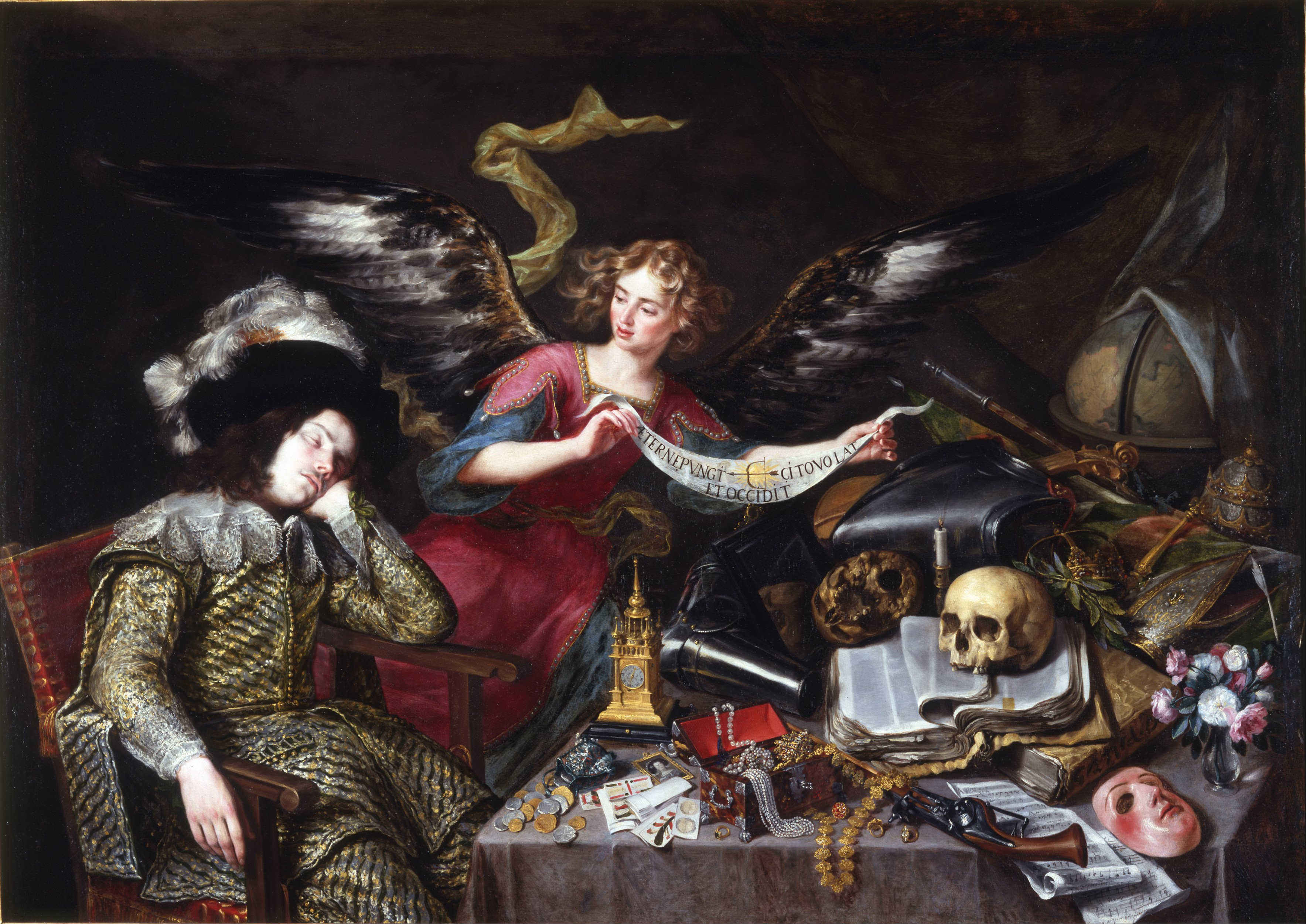
El sueño del caballero, óleo sobre lienzo, 152 x 217 cm, Madrid, Academia de Bellas Artes de San Fernando. Asignado por Pérez Sánchez (1992) a Palacios atendiendo a la factura suelta de la pincelada, incompatible con el modo de hacer de Antonio de Pereda, a quien ha estado tradicionalmente atribuido.

La relación con Velázquez podría verse confirmada indirectamente por una curiosa cláusula del testamento por la cual decía tener prestado «a Don Diego de Silva un aderezo de espada y daga que es el que trae puesta al presente», pero José Manuel Cruz Valdovinos ha documentado la existencia en Madrid y por esos años de un pintor de ese nombre, distinto de Velázquez. Por dicha relación de aprendizaje, corroborada en la factura suelta de sus bodegones y en la semejanza entre el tipo humano del San Onofre con el San Pablo Ermitaño de Velázquez, además de por la mención explícita en el testamento a un jeroglífico del desengaño de la vida, Alfonso Pérez Sánchez atribuyó a Palacios la célebre pintura de El sueño del caballero de la Academia de San Fernando, tradicionalmente asignada a Antonio de Pereda. El delicado tratamiento de las manos, tan distinto del que se encuentra habitualmente en la obra de Pereda, cuya autoría de la obra cuestionaba ya Diego Angulo Íñiguez, podría ser, además, otro argumento a favor de la atribución a Palacios del sueño del caballero. La Academia de San Fernando, sin embargo, sigue atribuyendo la obra a Pereda.
Últimamente Javier Azanza López, de la Universidad de Navarra, ha dado a conocer un Apostolado en la parroquia de San Pedro de Arrarás (Navarra) que, además de ampliar considerablemente el número de obras conocidas del pintor, permite confirmar su calidad en el tratamiento individualizado de los rostros, auténticos retratos.